# Sieh zu, dass du Land gewinnst
Sieh zu, dass du Land gewinnst ist ein deutscher Spielfilm aus dem Jahre 2006. Der Film ist das Spielfilmdebüt der Regisseurin Kerstin Ahlrichs.

## Handlung
Nike Hoffmann ist 19 Jahre alt und Auszubildende beim Ausländeramt in Hannover. Ihre Mutter ist vor fünf Jahren gestorben. Seitdem lebt sie allein mit ihrem Vater auf dessen Bauernhof in der ländlichen Umgebung Hannovers. Der Bauernhof steht am Rande des finanziellen Ruins. Vater Hoffmann hatte sich entschieden, die Produktion auf Erdbeeren umzustellen. Während der Ernte erleidet er einen Herzinfarkt und kommt ins Krankenhaus. Nike muss nun den Hof übernehmen und wird mit der desolaten Finanzsituation und illegalen ausländischen Hilfskräften konfrontiert. Sie freundet sich mit der Bosnierin Milena an. Im Ausländeramt erfährt sie aus den Akten, dass Milena flüchtig ist. Plötzlich wird Nike mit der Realität des illegalen Lebens in Deutschland konfrontiert und sieht sich in einer Auseinandersetzung mit ihrer Ausbildungsfreundin Suse, die Milena als weitere Freundin ihrer besten Freundin nicht akzeptieren will. Die neue Freundschaft zwischen Nike und Milena ist dagegen belastet durch das Misstrauen Milenas, die niemandem traut.
Vater Hoffmann wird schließlich aus dem Krankenhaus entlassen, ist aber weiterhin geschwächt. Nike muss einsehen, dass auch ihr Vater kein Verständnis für die Probleme der ausländischen Hilfskräfte hat und ebenso von Misstrauen geprägt ist. Durch Suses Verrat werden schließlich die Illegalen durch eine Razzia verhaftet, nur Milena kann rechtzeitig fliehen. Nike versteckt sie und sorgt dann dafür, dass das Mädchen ihren rechtmäßigen Lohn erhält und Hannover verlassen kann.

## Hintergrund
Die Dreharbeiten fanden im Sommer 2005 in Leese und Berlin statt. Die Uraufführung fand beim Filmfest Emden-Aurich-Norderney am 8. Juni 2006 statt. Der Film wurde mit dem Kleinen Fernsehspiel des ZDF co-produziert.

## Kritiken
- Filmdienst: Abschlussfilm an der dffb, der deutsche Alltagsrealität ebenso aufgreift wie das Problem illegal eingereister Arbeiter und die Not auf beiden Seiten ein wenig transparent zu machen versucht.